# Guggenbergermühle

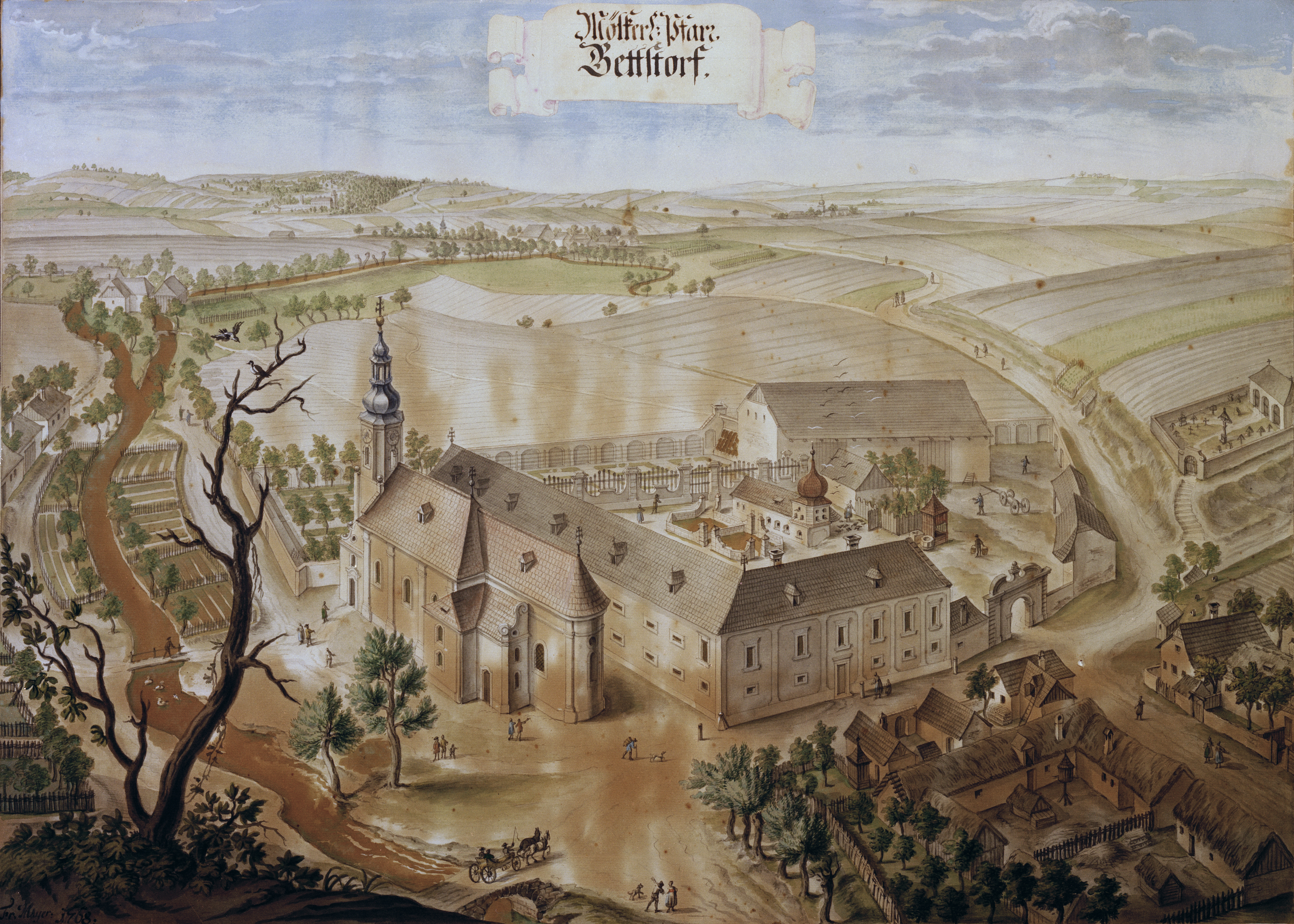
Gettsdorf Im Jahr 1756

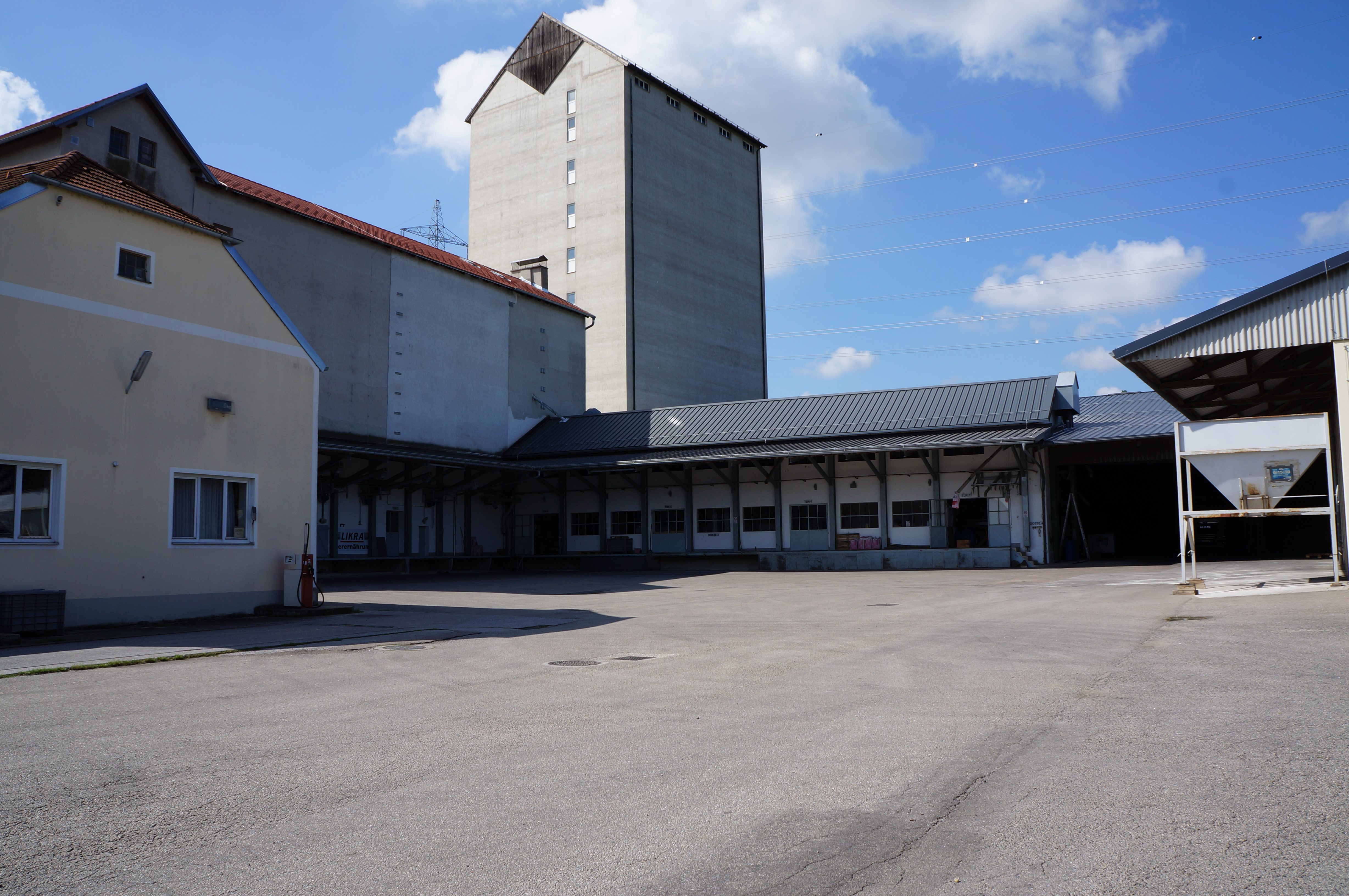
Guggenbergermühle 2023

Die Guggenbergermühle ist eine rechts des Ravelsbachs gelegene Mühle in der Gemeinde Ziersdorf in Niederösterreich.

## Geschichte
Die am westlichen Ortsende von Gettsdorf gelegene Mühle wurde 1686 von dem aus Roseldorf stammenden Stefan Guggenberger von der Herrschaft Maissau gekauft. Sie wurde vom Ravelsbach, aus dem ein Mühlbach abzweigte und die Mühle mit Wasserkraft versorgte, gespeist. 1720 übernahm sein Sohn Paul Adam den Betrieb. Das älteste bekannte Bild von Gettsdorf aus dem Jahr 1756 zeigt links oben die Mühle sowie davor den Ravelsbach und den einfließenden Mühlbach. Schweickhardt erwähnt die Mühle als zweigängig. Die Stauanlage am Ravelsbach befindet sich ca. 700 m oberhalb der Mühle. Das Gefälle beträgt ca. 8 m. Bei 110 l/sec. Durchfluss leistete sie ca. 8 PS.
Im Jahr 1925 erfolgte die Umstellung vom Wasserrad auf eine Turbine. Der letzte größere Umbau erfolgte 1946. 1957 wurde eine Kleinpackungsanlage angeschafft. Die Wasserkraft wurde bis 1967 genutzt. Das Wasserrecht erlosch 1980.
2022 wurde die Mehlerzeugung eingestellt. Die komplett eingerichtete Rückschüttmühle mit Maschinen aus der 1. Hälfte des 20. Jahrhunderts existiert weiterhin und ist betriebsbereit.
Der Betrieb spezialisiert sich heute auf Mischfuttermittelerzeugung und Handel mit Agrarprodukten.